# Desastres em 1977
Nesta página encontrará referências aos desastres ocorridos durante o ano de 1977.

## Janeiro
- 18 de janeiro - Na terça-feira, 18 de janeiro de 1977, em Granville, um subúrbio a oeste de Sydney na Austrália, um trem de passageiros lotado descarrilou, atingindo os suportes de uma ponte rodoviária que desabou sobre dois vagões de passageiros. O inquérito oficial concluiu que a principal causa do acidente foi a má fixação dos trilhos. Esse continua sendo o pior desastre ferroviário da história da Austrália; 83 pessoas morreram e 213 ficaram feridas.

## Março
- 5 de março - Na pista de Kyalami, no Sábado, 5 de Março de 1977, houve um acidente bizarro na história da Fórmula 1. O piloto italiano Renzo Zorzi, parou seu Shadow número 17 no acostamento da pista com problemas mecânicos, iniciando um pequeno princípio de incêndio. Fiscais da prova atravessaram a pista para apagarem o pequeno incêndio, a fim de evitarem maiores danos. O carro número 16 do companheiro de equipe de Zorzi, o Shadow do piloto galês Tom Pryce, atropelou um dos fiscais que atravessava a pista, despedaçando-o. Pryce foi atingindo na cabeça pelo extintor de incêndio carregado pelo então fiscal. O impacto foi tão forte que o extintor atingiu o piloto arrancando seu capacete e o matando instantaneamente. O carro de Pryce seguiu desgovernadamente até atingir um muro do autódromo violentamente. O fiscal de prova que faleceu na hora só foi reconhecido após a direção de prova convocar todos os fiscais de pista daquela corrida e ver quem estava faltando (justamente o fiscal morto, que tinha apenas 19 anos na ocasião).
- 27 de março - Dois aviões Boeing 747, um da Royal Dutch Airlines (KLM) e outro da Pan American World Airways (Pan Am) chocaram no Aeroporto de Los Rodeos na Ilha de Tenerife, no Arquipélago das Canárias (Espanha), provocando o designado Desastre aéreo de Tenerife que provocou a morte de 583 pessoas e ferimentos em outras 61.[1]

## Novembro
- 19 de novembro - Um avíão Boeing 727-200 da TAP despenhou-se no início da pista do aeroporto da Madeira, causando 131 mortos.